# Atelopus exiguus
Espèce
Synonymes
- Phryniscus laevis var. exigua Boettger, 1892

Statut de conservation UICN

 EN  : En danger
Atelopus exiguus est une espèce d'amphibiens de la famille des Bufonidae.

## Répartition
Cette espèce est endémique de la province d'Azuay dans le sud de l'Équateur. Elle se rencontre entre 3 000 et 4 000 m d'altitude dans les páramo et subpáramo de la cordillère Occidentale.

## Description
Les mâles mesurent de 21,1 à 27,1 mm et les femelles de 28,7 à 35,4 mm.

## Publication originale
- Boettger, 1892 : Katalog der Batrachier-Sammlung im Museum der Senckenbergischen Naturforschenden Gesellshaft in Frankfurt am Main. Frankfurt am Main, Gebrüder Knauer, p. 1-73 (texte intégral).